# Hendaia
Hendaia (em basco Hendaia; em francês Hendaye) é uma comuna francesa na região administrativa da Nova Aquitânia, no departamento dos Pirenéus Atlânticos. Estende-se por uma área de 7,95 km². Em 2010 a comuna tinha 17 240 habitantes (densidade: 2 168,6 hab./km²).
Faz parte da área urbana de Baiona, a segunda unidade urbana da Nova Aquitânia depois da capital regional, Bordéus. Faz também parte da zona urbana transfronteiriça de Irun-Hendai, um caso único na Nova Aquitânia de duas zonas urbanas adjacentes. É também chamada de aglomeração Bayonne-Saint-Sébastien.
Durante a Primeira Guerra Mundial, Hendaia acolheu um hospital português de apoio aos combatentes.